# Studs Terkel
Louis « Studs » Terkel, né le 16 mai 1912 à New York et mort le 31 octobre 2008 à Chicago s'est rendu célèbre aux États-Unis comme journaliste de radio et comme auteur de nombreux ouvrages d'histoire orale. C'était l'une des grandes figures de la gauche radicale américaine.

## Biographie
Sa famille s'est installée au début des années 1920 à Chicago (Illinois, États-Unis) où il a grandi et fait ses études, et où il a passé l'essentiel de sa vie. Licencié en droit en 1934, il renonce à la carrière d'avocat qui s'ouvrait devant lui, rejoint le Federal Writers' Project et commence son activité de journaliste de radio.

## Œuvre
Il doit sa notoriété, d'une part, à l'émission de radio The Studs Terkel Program, diffusée sur WFMT Chicago (98,7 FM) de 1952 à 1997, émission au cours de laquelle il réalisait des entretiens avec des personnalités (Bob Dylan, Leonard Bernstein, etc.) et des figures moins connues, mais souvent hautes en couleur, et, d'autre part, aux recueils d'entretiens qu'il a publiés et qui ensemble forment une histoire orale des États-Unis au XXe siècle. C'est son ami l'éditeur André Schiffrin qui a incité Studs Terkel à réaliser ses recueils d'histoire orale et qui les a publiés, d'abord chez Pantheon Books, puis, après le rachat de cette maison par le groupe Random House, chez The New Press, la maison d'édition indépendante et à but non lucratif qu'il a fondée en 1990.
Ses livres les plus célèbres sont Hard Times - Histoires orales de la Grande Dépression, Working - Histoires orales du travail aux États-Unis, "La Bonne Guerre" - Histoires orales de la Seconde Guerre mondiale et Race: What Blacks and Whites Think and Feel About the American Obsession.
Ses livres se prêtent tout particulièrement à l'adaptation théâtrale et de fait ont souvent été adaptés au théâtre (comme Working, en 1978, à Broadway), et sont très couramment lus et étudiés par les lycéens.

## Récompenses
Studs Terkel était membre de l'Académie des Arts et des Lettres des États-Unis. Il a été récompensé par de nombreux et prestigieux prix :
- la Presidential National Humanities Medal ;
- la National Book Foundation Medal for Distinguished Contribution to American Letters ;
- le George Polk Career Award ;
- et le National Book Critics Circle Ivan Sandrof Lifetime Achievement Award.

"La Bonne Guerre" - Histoires orales de la Seconde Guerre mondiale a reçu le prix Pulitzer en 1984.

## Œuvre
- Giants of Jazz - 1957 (Terkel est un grand amateur de jazz et a connu la plupart des grands jazzmen des années 1940 et 1950.)
- Division Street: America - 1967
- Hard Times - 1970
- Working: What People do all Day and How They Feel About What They Do - 1974
- The Good War - 1984
- Chicago - 1986
- The Great Divide: Second Thoughts on the American Dream - 1988
- Race: What Blacks and Whites Think and Feel About the American Obsession - 1992
- Coming of Age: The Story of Our Century by Those Who’ve Lived It - 1995
- Talking to Myself: A Memoir of My Times - 1995
- My American Century - 1997 (Il s'agit d'une anthologie.)
- The Spectator: Talk About Movies and Plays With Those Who Make Them - 1999
- Will the Circle Be Unbroken: Reflections on Death, Rebirth and Hunger for a Faith - 2001
- Hope Dies Last: Keeping the Faith in Difficult Times - 2003
- And They All Sang: Adventures of an Eclectic Disc Jockey - 2005
- Touch and Go. A Memoir - 2007.  (ISBN 9781595580436)

### En français
- Working - Histoires orales du travail aux États-Unis, trad. Denise Meunier et Aurélien Blanchard (Paris, Éditions Amsterdam, 2005)
- "La Bonne Guerre" - Histoires orales de la Seconde Guerre mondiale, trad. Christine Raguet (Paris, Éditions Amsterdam, 2005)
- Hard Times - Histoires orales de la Grande Dépression, trad. Christophe Jaquet (Paris, Éditions Amsterdam, 2009)
- Chicago, carrefour de la solitude, Paris, Fayard, 1968 (épuisé)
- Race.Histoires orales d'une obsession américaine, trad. Maxime Cervulle, Christophe Jacquet et Myriam Dennehy (Paris, Éditions Amsterdam, 2010)
- Division Street. Genèse d'une histoire orale des États-Unis, trad. Aurélien Blanchard avec la collab. Charlotte Nordmann, Joséphine Gross et Clémence Garrot (Paris, Éditions Amsterdam, 2009)